# Wiadomości (tygodnik w Kanadzie)
Wiadomości – bezpłatny, polskojęzyczny tygodnik wydawany w Kanadzie, dostępny na terenie aglomeracji Wielkiego Toronto (GTA) i niektórych miast południowego Ontario.

## Charakterystyka
Czasopismo pojawiło się na kanadyjskim rynku prasowym w roku 1997. Drukowane w języku polskim, skierowane jest do liczącej 523 tys. osób polskiej społeczności w prowincji Ontario (która stanowi 3,3% mieszkańców prowincji).
Większość Polaków zamieszkuje Toronto i okolice, gdzie korzysta regularnie z sześciu czasopism polonijnych. Tygodnik ukazuje się w każdy czwartek. Zapewnia serwis informacyjny ze świata, Polski i Kanady oraz ze środowiska Polonii Kanadyjskiej, uzupełniony publicystyką, reportażami i promocją reklamową. Stanowi znaną i popularną platformę ogłoszeniową. Wykorzystuje ponad 100 punktów dystrybucyjnych na terenie regionu Golden Horseshoe. Redakcja znajduje się w mieście Mississauga, uznawanym za „najbardziej polskie” miasto w Kanadzie.

## Portal internetowy
Od 2012 roku Wiadomości dysponują własnym, popularnym serwisem internetowym Bejsment.com, z najświeższymi doniesieniami, działem użytecznych porad oraz obszerną platformą ogłoszeń drobnych i komercyjnych. Portal korzysta z serwisów informacyjnych własnych współpracowników. Uczestniczy w akcjach charytatywnych i jest sponsorem imprez artystycznych.